# حسين بن عبد الصمد الحارثي
الشيخ حسين بن عبد الصمد بن محمد الحارثي الهمداني العاملي الجبعي، وهو والد الشيخ البهائي. عالم دين ومحقق شيعي من جبل عامل، اديب وشاعر من سلالة الحارث الهمداني من أصحاب الإمام علي.

## ولادته
ولد بحدود سنة 918 هجرية. في ايعات، بعلبك، لبنان.

## أساتذته
من ابرز أساتذته:
- الشهيد الثاني
- الشيخ حسن بن جعفر الكركي.

## دروسه وتلامذته
درّس في مدارس الأستانة وحلب حتى وفاة أستاذه الشهيد الثاني، فسافر إلى خراسان (أو أصفهان) بطلب من الشيخ علي المنشار العاملي، وأقام فيها مدة. أبرز تلاميذه:
- الشيخ حسن صاحب المعالم
- الشيخ حسين الصاعدي
- ولده الشيخ البهائي.

## سيرته وأسفاره
- كان معظّما عند الشاه طهماسب الصفوي بعد المحقق الكركي، وكان من القائلين بوجوب الجمعة في زمن الغيبة والمواظبين على اقامتها في خراسان.
- كان له ميل إلى التصوف وهذا ديدن ولده الشيخ البهائي أيضا ولعله أخذ هذا من أستاذه الشهيد الثاني.[3]
- انتقل إلى قزوين وعٌيّن شيخا للإسلام فيها.
- بعدها ذهب إلى هراة في أفغانستان حيث أصبح شيخ الإسلام فيها.
- بعد حجه إلى مكة المكرمة، استحسن الشيخ حسين أثناء عودته بلاد البحرين، فأقام بها وكتب إلى ولده الشيخ البهائي: «فيا ولدي لو كنت تطلب شيئا لدنياك فاعمد بلاد الهند وان حاولت الاخرة فالحق بنا إلى هذا المقام وان لم ترد شيئا منهما فلازم العجم ولا تبرح».
- بقي في بلاد البحرين حتى مات في «المصلى» من قرى «هجر» في ربيع الأول سنة 984 وكان عمره 66 سنة.
- ولمّا توفي، رثاه ولده الاَكبر الشيخ بهاء الدين العاملي بقصيدة مطلعها:

قف بالطلول وسلها أين سلماها *** وروِّ من جرع الاَجفان جرعاها

## مؤلفاته
له من المصنفات ما يقارب السبعة وعشرون مؤلفا منها:
1. كتاب نور الحقيقة ونور الحديقة في الأخلاق
2. كتاب الأربعين حديثا.
3. رسالة في الرد على أهل الوسواس سماها العقد الحسيني
4. حاشية الإرشاد.
5. رسالة رحلته وما اتفق في سفره.
6. ديوان شعري جمع فيه اشعاره.
7. شرح الرسالة الالفية.
8. مناظرة لطيفة مع بعض فضلاء حلب في الإمامة سنة 951.
9. كتاب «دراية الحديث».
10. كتاب «شرح القواعد».
11. رسالة في «تحقيق القبلة»
12. الرسالة الطهماسبية في بعض المسائل الفقهية.
13. الرسالة «الرضاعية»
14. رسالة في تعارض اليد والشياع وتقديمه على اليد.
15. رسالة في المسح على الرجلين.
16. رسالة في تحقيق تسع مسائل مهمة في الصلاة، المعبّر عنه بـ«الرسالة التساعية» أو الرسالة الطهماسبية.

## شعره
له أشعار كثيرة جمعت في ديوان منسوب له، ومن شعره قوله من قصيدة طويلة:
محمد المصطفى الهادي المشفع في * * * يوم الجزاء وخير الناس كلهم
كفاك فضل كمالات خصصت بها * * * أخاك حتى دعوه بارئ النسم
والبيض في كفه سود غوائلها * * * حمر غلائلها تدلى على القمم
بيض متى ركعت في كفه سجدت * * * لها رؤوس هوت من قبل للصنم
ولا ألومهم أن يحسدوك فقد * * * جلت نعالك منهم فوق هامهم
مناقب أدهشت من ليس ذا نظر * * * وأسمعت في الورى من كان ذا صمم
من لم يكن ببنى الزهراء مقتديا * * * فلا نصيب له في دين جدهم
ومن شعره هذه الأبيات:
هاجرت عن وطني بقصد مزيــــة --- تحصيلها في موطني متعذّر
وسعيت جهدي في اكتساب فضائل --- ودخلت ناراً حرّها يتعسّر
وضربت لا من ذلّـــة قدّمتهـا --- ضرباً يهدّ قواي إذ يتكرّر
وصبرت صـبـر الموقنين تجلّــداً ---- وتأسيّاً لأصير شيئاً يذكــر